# Torrey Pines Lodge
Torrey Pines Lodge  es un edificio histórico ubicado en San Diego, California.  Torrey Pines Lodge se encuentra inscrito  en el Registro Nacional de Lugares Históricos desde el 18 de junio de 1998.

## Ubicación
Torrey Pines Lodge se encuentra dentro del condado de San Diego en las coordenadas 32°55′15″N 117°15′03″O / 32.920833, -117.250833.